# Космос-140
Космос-140 — третій експериментальний радянський космічний корабель типу «Союз» (7К-ОК № 3). На борту перебував манекен. Через проблеми з автоматичною системою орієнтації корабель витратив занадто багато палива і не зміг виконати план польоту. Під час приземлення дно корабля прогоріло через порушення теплозахисту при установці технологічної заглушки і він приземлився замість запланованого місця посадки на лід Аральського моря, після чого пробив лід і затонув.

## Опис
Корабель складався з трьох модулів: приладо-агрегатного відсіку (ПАВ), спускного апарата (СА), побутового відсіку (ПВ).

### Приладо-агрегатний відсік
У відсіку розташована комбінована рушійна установка, паливо для неї, службові системи. Довжина відсіку 2,26 м, основний діаметр 2,15 м, максимальний діаметр 2,72 м. Рушійна установка складалася з 28 ДПО (двигуни причалювання і орієнтації) по 14 на кожному колекторі, з яких частина мали тягу 13,3 кгс, частина (12 штук) — 2,7 кгс, а також зближувально-коригувальний двигун (ЗКД) тягою 300 кгс для орбітального маневрування і сходу з орбіти. ДПО працювали на перекисі водню і не мали достатніх швидкісних характеристик для сходу з орбіти без коригувально-гальмівної рушійної установки (КГРУ). ЗКД працював на азотному тетраксиді і несиметричному диметилгідразині. Корабель мав дві незалежні КГРУ — основну і резервну.
У ПАВ також розміщені баки з 500 кг палива і балони високого тиску (~ 300 атм) з гелієм для наддуву баків.
Система енергопостачання з сонячних батарей (СБ) розмахом 9,80 м і площею 14 м² та акумуляторів. Система забезпечувала середню потужність 500 Вт.

### Спускний апарат
У відсіку розташовані місця для космонавтів, системи життєзабезпечення, керування, парашутна система. Довжина відсіку 2,24 м, діаметр 2,2 м, житловий об'єм 3,5 кубометра. Під теплозахисним екраном розташовані двигуни м'якої посадки, на зовнішній поверхні — перекисні двигуни управління спуском, які керують орієнтацією під час польоту в атмосфері. Це дозволяє використовувати аеродинамічну якість СА і знизити перевантаження. СА покритий теплозахистом на основі абляційних матеріалів.

### Побутовий відсік
Відсік мав довжину 3,4 м, діаметр 2,25 м, об'єм — 5 кубометрів. Він оснащений стикувальним вузлом і системою зближення «Ігла». У герметичному обсязі розташовувалося корисне навантаження і системи життєзабезпечення, зокрема туалет. Через посадковий люк на бічній поверхні відсіку космонавти входять в корабель на стартовій позиції космодрому.

## Історія
У 1967му році СРСР готувався відзначити 50-ту річницю більшовицького перевороту в жовтні 1917го року. Лідери Кремля сподівалися відзначити цю подію новими досягненнями в радянській космічній програмі, яка відзначить десятиріччя після запуску першого «Супутника» в 1957му році.
На початку року існували два проєкти польоту людини в космос:
1. Корабель нового покоління «Союз 7K-OK». 1966го року відбувся один частково вдалий випробувальний політ і сталася одна катастрофічна спроба запуску, обидва рази без екіпажу.
2. Корабель «Союз 7К-Л1», створений на базі «Союзу 7K-OK», мав доправити радянських космонавтів навколо Місяця.

У січні 1967-го року тривала підготовка третього корабля «Союз» паралельно з передпусковими випробуваннями космічного корабля Л1, ОКБ-1 було в процесі реструктуризації в ЦКБЕМ, що ускладнювало роботу.
На засіданні Державної комісії 17 січня, розглянуто нові затримки в проєктах 7K-OK і Л1, і відкладено третю спробу запуску «Союзу» з кінця січня на початок лютого.
27 січня під час наземних випробувань в кабіні космічного корабля «Аполлон» виникла пожежа, загинуло троє американських астронавтів. Команда Мішина вважала за необхідне підготувати спеціальне запевнення, що подібна аварія неможлива статися на борту радянського космічного корабля, який використовував повітряну суміш, на відміну від небезпечної чистої кисневої системи на борту «Аполлона».
28 січня запуск очікувався в період з 8 лютого по 10 лютого 1967го року.

### Підготовка до запуску
29 січня 1967го року на майданчику 31 почали заправляти корабель «Союз 7К-ОК № 3».
30 січня заправлений космічний апарат перемістили до монтажно-випробувального корпусу, де він пройшов триденну остаточну підготовку. 2 лютого при транспортуванні на майданчик 2 локомотив потяга зійшов з рейок, затримавши переміщення на 12 годин, без шкоди для корабля.
3 лютого ракета була встановлена на стартовому майданчику, як і планувалося.
5 лютого пошуково-рятувальні літаки, вертольоти та їхні екіпажі оголошено готовими до підтримки запуску та посадки, незважаючи на зимові температури від мінус 20 до мінус 30 градусів за Цельсієм.
Зліт третього «Союзу» планували 6 лютого о 06:00 за московським часом, однак, коли відлік досяг чотиригодинної позначки, операції довелося призупинити. Надмірно чутливий індикатор з діагностичної системи 11Н6110 у вогневому бункері показав електричний розряд у житловому модулі «Союзу». Проблема, яка часто дратувала випробувачів у минулому, вимагала 24-годинної затримки. У найгіршому випадку нездатність знайти джерело розряду затримувала запуск на два-три тижні, впродовж яких можливо доведеться зняти космічний корабель з ракети.
Після швидкого вирішення проблеми з електрикою Державна комісія 7 лютого дозволила заправку ракети і зліт. В Тюратамі зберігалася екстремальна зимова погода з мінус 22 градусами і поривами вітру від 7 до 8 метрів за секунду. Під час кінцевої підготовки незначна проблема в системі опалення на стартовому майданчику вимагала 20-хвилинної затримки.

### Запуск
«Союз 7K-OK №3» стартував 7 лютого 1967го року о 06:20 за московським часом.
У радянській пресі оголосили політ під назвою «Космос-140». В офіційному оголошенні традиційно не повідомили реальний характер запуску. За радянськими даними, космічний апарат вийшов на орбіту 170 на 241 кілометр з нахилом 51,7 градусів до екватора.

### Політ
За програмою польоту на четвертому оберті перед виходом із зони дії радянських наземних станцій, повернення в яку відбудеться у 13-му оберті, космічний корабель мав почати повільне обертання для спрямування сонячних панелей на Сонце, щоб забезпечити надійне живлення акумуляторних батарей. До виходу зі зони дії зв'язку не вдалося встановити причину.
Аналіз показав надмірне використання палива для орієнтації — майже 50 відсотків було витрачено під час спроби зорієнтуватися за зірками. Не вдалося підтвердити, що датчик 45К зафіксувався на належній зірці. В центрі управління польотом після запеклих обговорень вирішили збільшити орбіту корабля, щоб запобігти передчасному поверненню в атмосферу.
8 лютого під час 22го оберту двигун «Союза 7K-OK №3» увімкнувся на 58 секунд. Маневр збільшив швидкість і перевів космічний корабель на орбіту 310 на 220 кілометрів, на якій політ тривав би протягом місяця до гальмування атмосферою.
9 лютого з'ясувалося, що «Союз» не зміг зорієнтуватися на Сонце. Через відсутність палива і живлення на борту політ вирішили припинити під час 33го оберта.
Схід з орбіти відбувся нормально. три модулі космічного корабля заплановано розділилися, і спускний апарат перейшов на живлення від власної батареї.
По закінченні періоду радіомовчання, спричиненого тертям в атмосфері, зв'язок з космічним апаратом не відновився.
Посадка планувалася о 05:49 за московським часом, о 05:52 за московським часом з району Аральського моря, замість визначеного місця посадки східніше, з'явився слабкий сигнал на коротких хвилях.
Після чотиригодинного пошуку на літаку спускний апарат помітили на льоду Аральського моря, за три кілометри від берега з розкиданим парашутом поруч. Космічний корабель не зміг виконати контрольований аеродинамічний спуск, що могло б створити невелику підйомну силу для посадки у визначеному місці . Замість цього капсула рухалась балістичною траєкторією і не досягла місця призначення.
У проміжку від п'яти до шести годин після приземлення, до прибутя рятувальної команди на незаплановане місце посадки, капсула (мабуть, гаряча від проходження крізь атмосферу) розтопила лід і затонула, залишивши на поверхні парашут.

### Пошук
Розробники «Союзу» мали оглянути затонулий апарат, який опинився на глибині 10 метрів у крижаних водах Аральського моря. Генерал ВПС Кутасін, який керував операціями з порятунку, намагався дізнатися від ОКБ-1 масу капсули, наповненої водою, що було б критично важливим для планування повітряних підйомних операцій, а також стан 10-кілограмового вибухового заряду системи автоматичного підриву всередині, який міг би загрожувати рятувальникам. Відповіді не було, ймовірно, через параноїдальну таємницю. Кутасін повідомив про ситуацію своєму начальнику маршалу Руденко, який 10 лютого скликав засідання Державної комісії у своєму кабінеті. На зустрічі Мішин і Керімов поскаржилися на повільні темпи і погану організацію зусиль з порятунку, які не змогли вчасно убезпечити космічний корабель.
Терміново зібрали різноманітну команду фахівців для порятунку капсули. У капсулі не було спеціальних кріплень для підйому в повітря. Замість цього транспортний вертоліт Мі-6 мав тягнути модуль за парашутні стропи. Виявилося, що маса космічного корабля, заповненого водою, на межі підйомних можливостей вертольота.
У безвітряний холодний день вертоліт не зміг з першої спробі підняти капсулу з води, тому зі значним зусиллям намагався тягти модуль до берега.
Знадобилося 54 години на підйом з дна Аральського моря.

### Наслідки
Під час огляду спускного апарата виявили проплавлений отвір 30 на 100 міліметрів поблизу центру дна капсули, що призвело до втрати тиску на початку проходження крізь атмосферу та подальшого потоплення космічного корабля.
Аналіз першої посадки «Союзу» в листопаді минулого року показав, що втрата тиску, ймовірно, стала результатом структурного прориву в скинутому тепловому щиті, який покривав дно капсули до останніх моментів польоту. За конструкцією тепловий щит мав отвір для труби датчика вимірювання температури, якийперед запуском запечатувався просмоленою гвинтовою заглушкою. Основну частину щита не знайшли, незважаючи на тривалі пошуки на поверхні льоду і пірнальниками на дні. Один шматок щита мав частину внутрішього нарізу зі слідами горіння.
Якщо така ситуація трапиться на пілотованому апараті, екіпаж гарантовано загине без скафандрів, а також може бути вбитий гарячими газами, навіть у скафандрах.
На зустрічі розробників 14 лютого Мішин узагальнив виявлені проблеми з проєктом 7K-OK: проблеми управління польотом, відсутність системи для управління передачею команд і необхідність вручну записувати час команд, необхідність модернізації системи живлення антени, відсутність радіотелескопу у петлі управління польотом. Система запису телеметрії на борту космічного корабля виявила проблеми під час польоту).
Мішин запропонував продовжити випробування системи далекого зв'язку у взаємодії з супутником зв'язку «Молнія-1».
На зустрічі розглянули інші питання: підготовка до виходу у відкритий космос з одного космічного корабля на інший під час майбутнього спільного польоту кораблів №4 і №5 і роботи над проєктом Л1.
16 лютого Державна комісія зібралася в ЦКБЕМ у Підліпках для ознайомлення з результатами розслідування проблем з кораблем №3 та сформувала кілька робочих груп для нагляду за виправленнями. Вирішили більше не просвердлювати отвір для температурного зонда в тепловому щиті. Також додали спеціальні вставки для зниження механічного тиску на щит. Аналіз показав, що деякі частини шарів теплозахисту з боків потребують додаткового посилення. Потенційно вразливі ділянки вкрили фторолоном, який сублімується при температурі приблино 600 градусів Цельсія.
Переважна думка більшості учасників зустрічі 16 лютого схилялася до продовження роботи з першим пілотованим «Союзом», за умови, що всі виправлення виконають вчасно і екіпажі завершать поточну підготовку. Сподівалися запустити першу пілотовану місію «Союза» до 12 квітня, щоб відзначити шосту річницю польоту Гагаріна на борту «Востока» в 1961му році.
Як і у випадку з попереднім безпілотним випробувальним польотом «Союзу», справжня місія «Космоса-140» залишалася таємною в СРСР до публікації «Енциклопедії космонавтики» в 1985 році, яка вказала супутники «Космосу», що літали за програмою випробування «Союзу», але не надала жодних інших подробиць, крім дати запуску та посадки.